# Asarum yunnanense
Asarum yunnanense là một loài thực vật có hoa trong họ Aristolochiaceae. Loài này được T.Sugaw., Ogisu & C.Y.Cheng mô tả khoa học đầu tiên năm 1990.